# San Lorenzo Tenochtitlan

Olmekische Fundstätten (gelb) und Einzelfunde (rot)

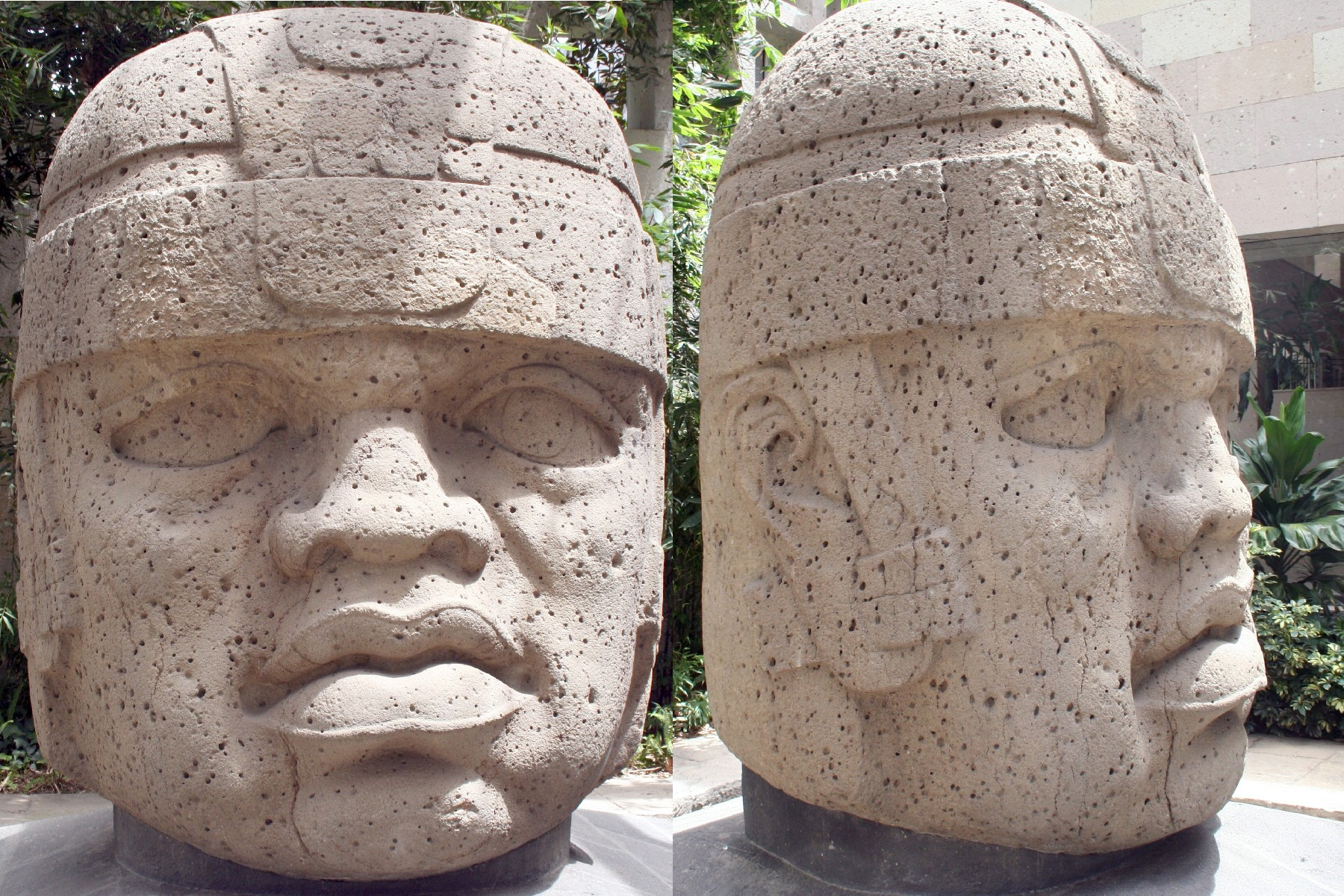
Kolossalkopf aus Lan Lorenzo Tenochtitlán (heute im Museo de Antropología de Xalapa)

San Lorenzo Tenochtitlan ist die Komplexbezeichnung für drei eng beieinanderliegende Zeremonialzentren der Olmeken im Bundesstaat Veracruz (Mexiko), die in der Nähe der Dörfer San Lorenzo Tenochtitlan und Portero Nuevo entdeckt wurden.

## Lage
Die drei archäologischen Stätten liegen nahe beieinander, knapp 80 km (Fahrtstrecke) südwestlich der Hafenstadt Coatzacoalcos, auf dem Gebiet der Gemeinde (municipio) Texistepec, in ca. 25 bis 50 m Höhe.

## Geschichte
San Lorenzo gilt als das bisher älteste Zeremonialzentrum Mesoamerikas. Zwischen 1150 und 900 v. Chr. entstanden hier Tempelanlagen mit Stelen und Skulpturen sowie mehreren Kolossalköpfen. Um 800 v. Chr. wurde die Stätte zerstört und erlebte zwischen 600 und 400 v. Chr. eine neue Besiedlung. Ausgrabungen begannen in den 1940er Jahren.

## Architektur
In San Lorenzo wurde ein ca. 1200 m langes, 700 m breites und ca. 50 m hohes – größtenteils von Menschenhand aufgeschüttetes – Plateau entdeckt; ob darauf eine oder gar mehrere Tempelhütten standen, ist unklar, wohingegen das Vorhandensein von Wohnhütten aus Astgeflecht mit Lehmbewurf angenommen werden kann. Die Außenseite des künstlichen Hügels war nicht oder nur lose mit Steinen befestigt und musste nach heftigen oder längere Zeit anhaltenden Regenfällen immer wieder erneuert werden. Am Fuß des Plateaus befand sich eine Siedlung aus Hütten, die eine gewisse Ähnlichkeit zu Maya-Hütten gehabt haben dürften. In der Umgebung gab es mehrere Teiche, die die Wasserversorgung sicherstellten; auch ein aus Steinen erbautes Drainagesystem wurde ermittelt. Auch ein Ballspielplatz war vorhanden.
In den 1980er Jahren wurde eine astronomische Beziehung zwischen San Lorenzo, dem Vulkan Zempoaltépetl und der Wintersonnenwende erkannt.

## Skulpturen

### Kolossalköpfe

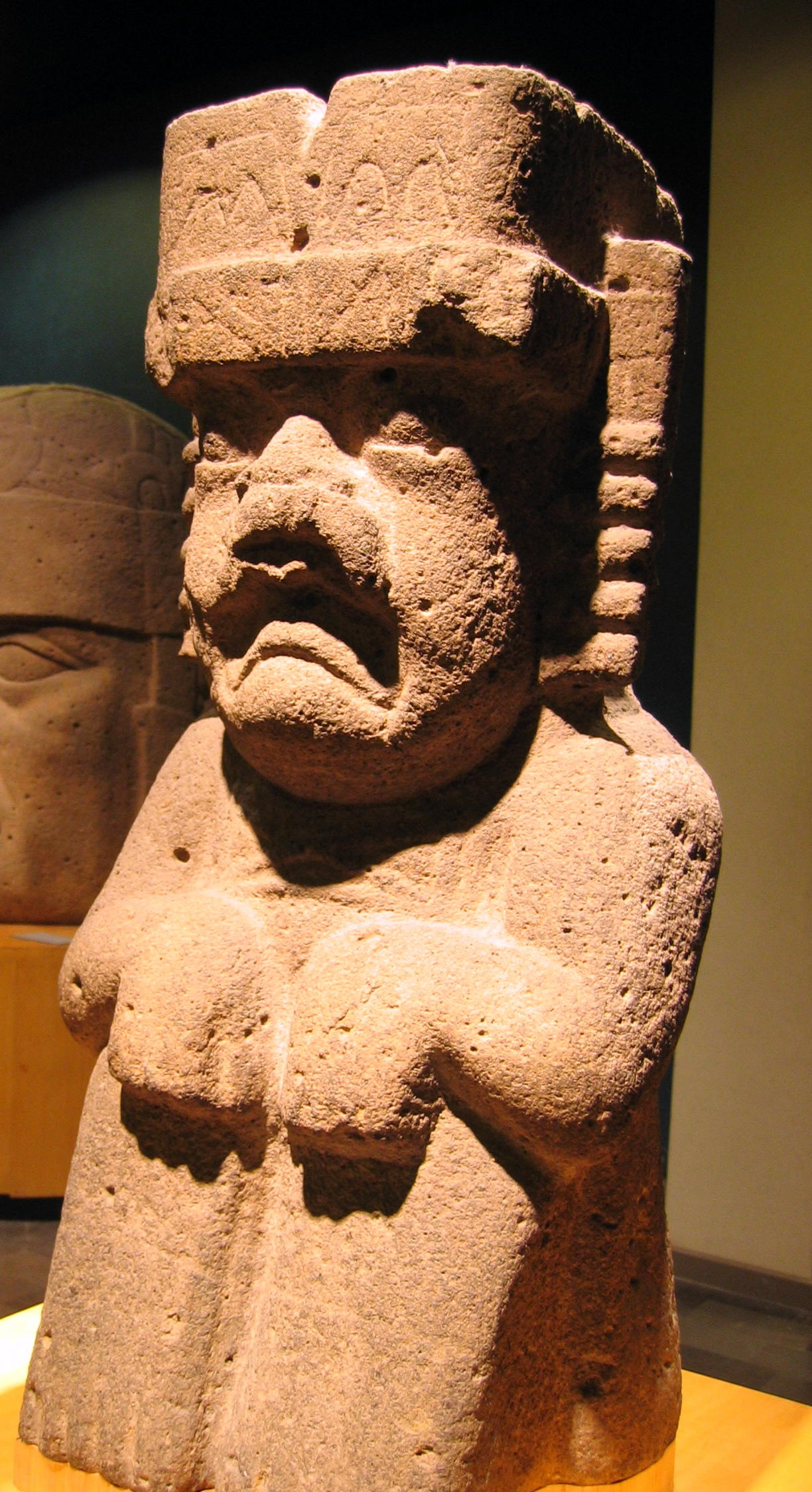
Sitzende Mensch-Jaguar-Figur (Monument 52) mit Kopfputz und Brustschild; Museo Nacional de Antropología in Mexiko-Stadt

Bereits in den 1940er Jahren wurden in San Lorenzo mehrere Kolossalköpfe ausgegraben; bis zum Jahr 1994 wurden weitere entdeckt – inzwischen sind es insgesamt 10, die in verschiedenen Museen Mexikos ausgestellt sind. Sie sind zwischen 1,65 m und 2,85 m groß und wiegen ca. 6 bis 25 Tonnen. Neueren Untersuchungen zufolge wurde alle diese Köpfe innerhalb eines Zeitraums von 100 bis 150 Jahren gefertigt und zwar aus Basaltlavakugeln oder -blöcken, die wahrscheinlich bereits vor ca. 8 Millionen Jahren von den Vulkanbergen der Sierra de los Tuxtlas ausgeworfen worden waren.
| Monument        | lokale Bezeichnung | Entdeckung | Höhe (m) | Gewicht (t) | Museum      |
| --------------- | ------------------ | ---------- | -------- | ----------- | ----------- |
| Kolossalkopf 1  | Monument 1         | 1945       | 2,84     | 25,3        | Xalapa      |
| Kolossalkopf 2  | Monument 2         | 1945       | 2,69     | 20          | Mexiko-City |
| Kolossalkopf 3  | Monument 3         | 1946       | 1,78     | 9,4         | Xalapa      |
| Kolossalkopf 4  | Monument 4         | 1946       | 1,78     | 6           | Xalapa      |
| Kolossalkopf 5  | Monument 5         | 1946       | 1,86     | 11,6        | Xalapa      |
| Kolossalkopf 6  | Monument 17        | 1965       | 1,67     | 8–10        | Mexiko-City |
| Kolossalkopf 7  | Monument 53        |            | 2,70     | 18          | Xalapa      |
| Kolossalkopf 8  | Monument 61        | 1968       | 2,20     | 13          | Xalapa      |
| Kolossalkopf 9  | Monument 66        | 1982       | 1,65     |             | Xalapa      |
| Kolossalkopf 10 | Monument 89        | 1994       | 1,80     |             | San Lorenzo |

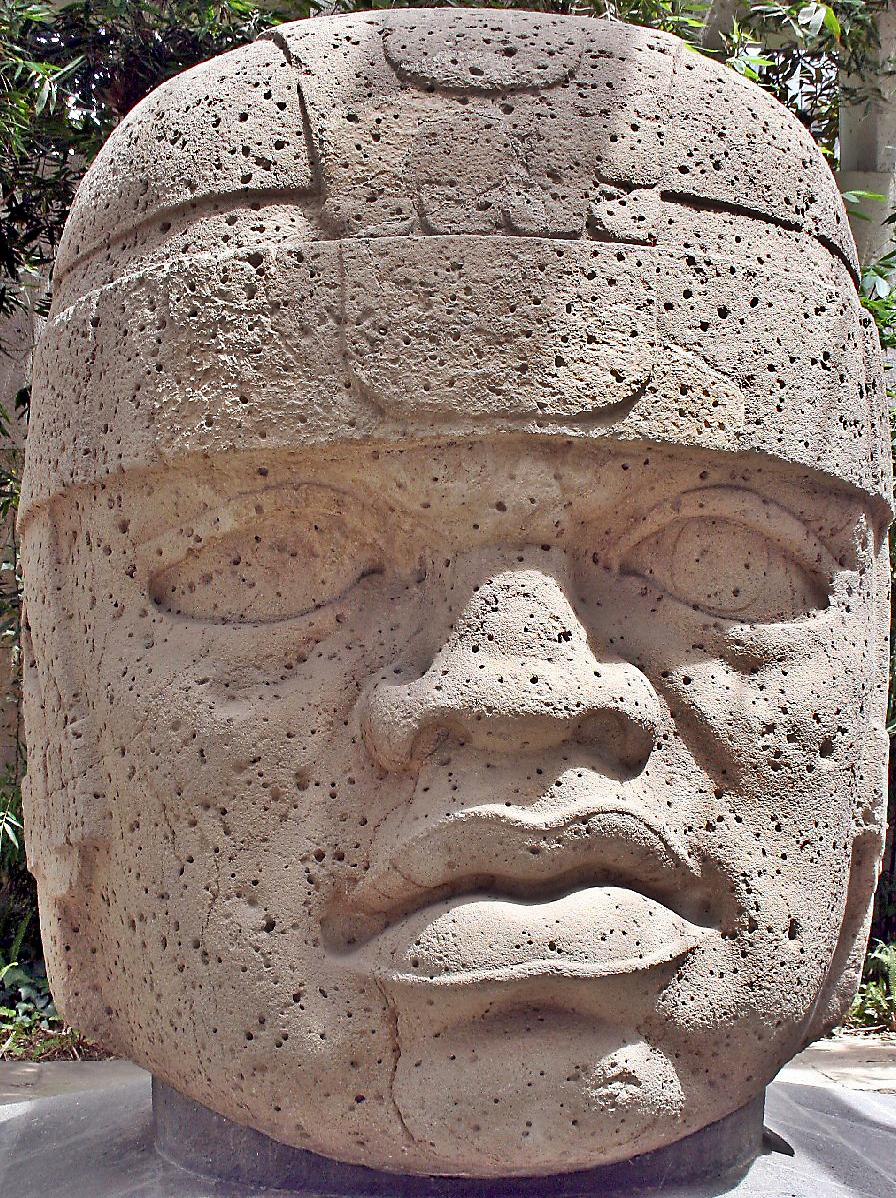
Kolossalkopf 1
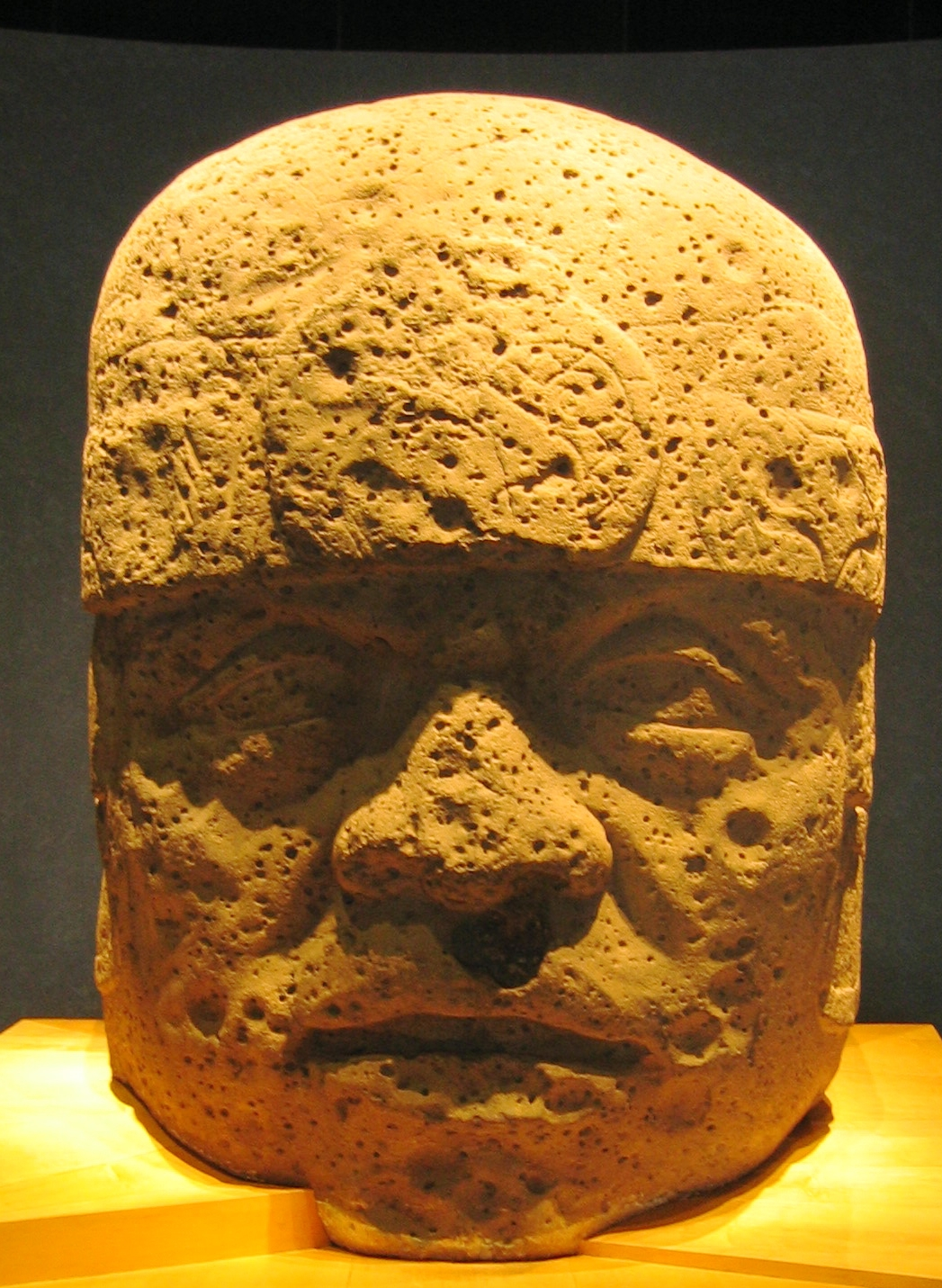
Kolossalkopf 2
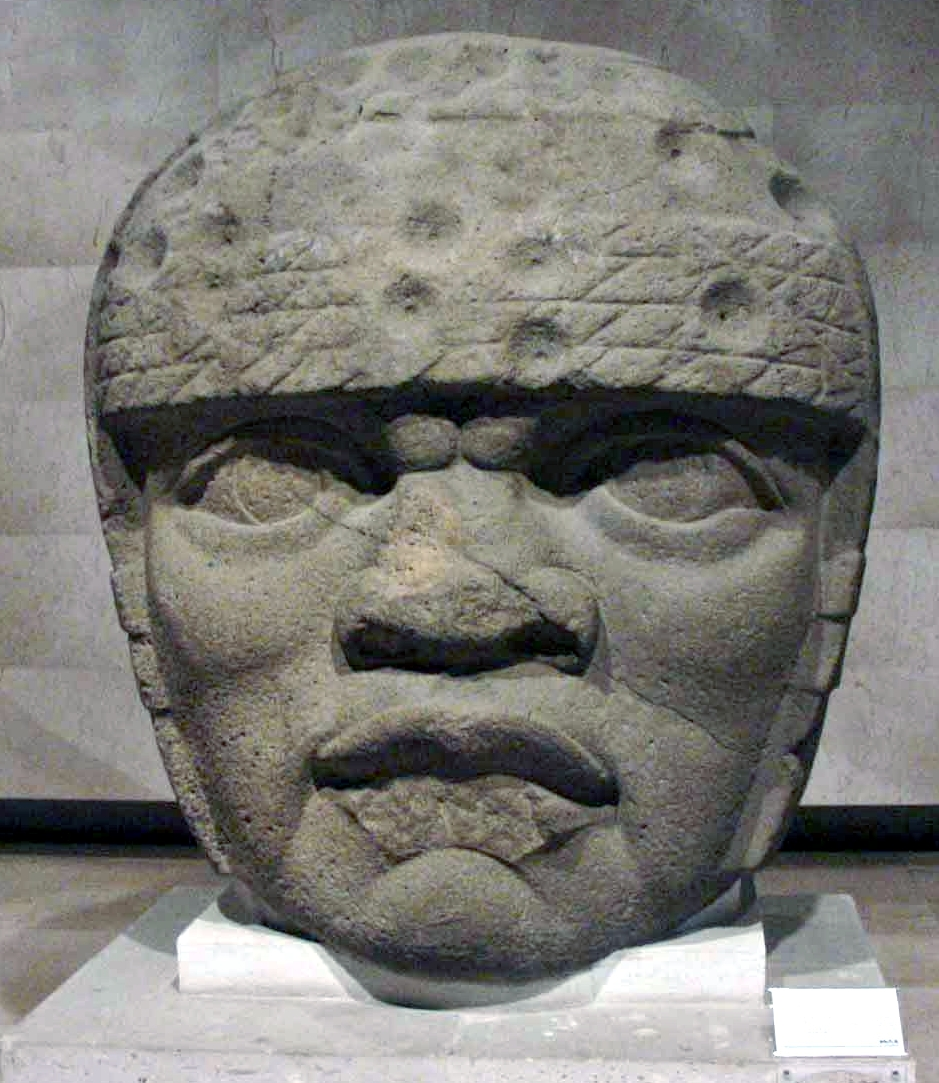
Kolossalkopf 3
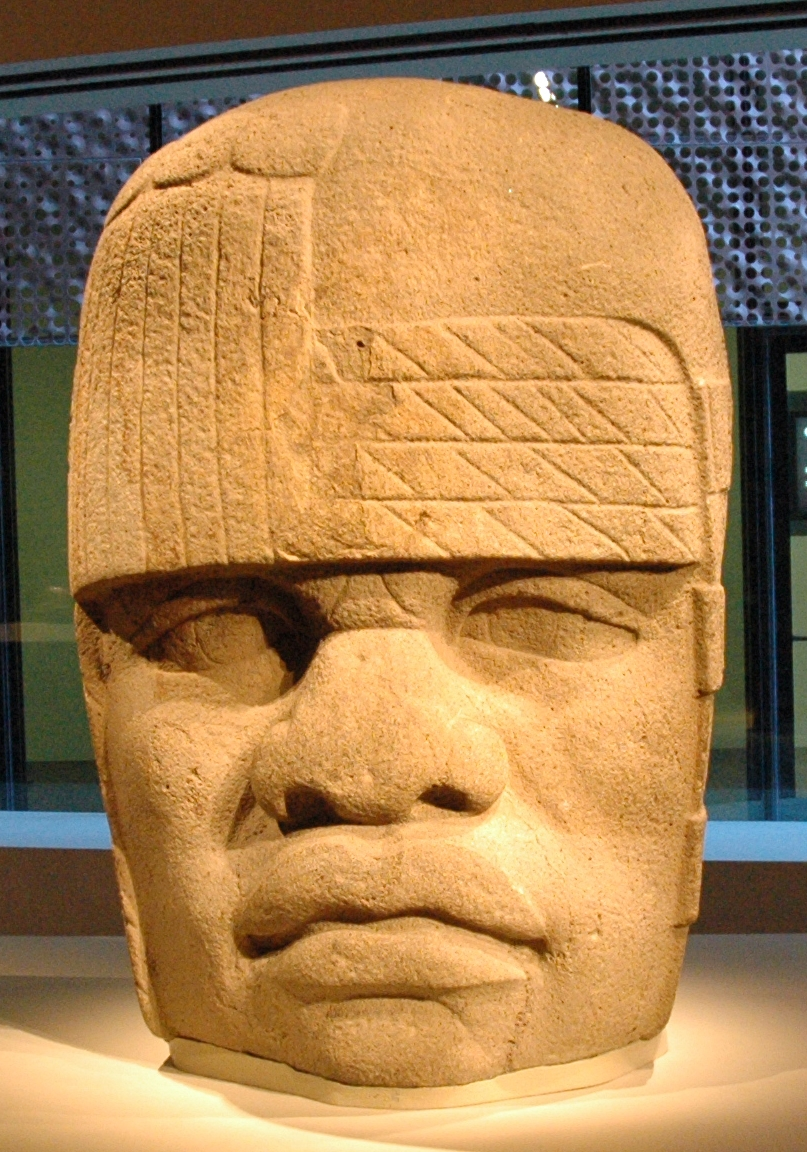
Kolossalkopf 4
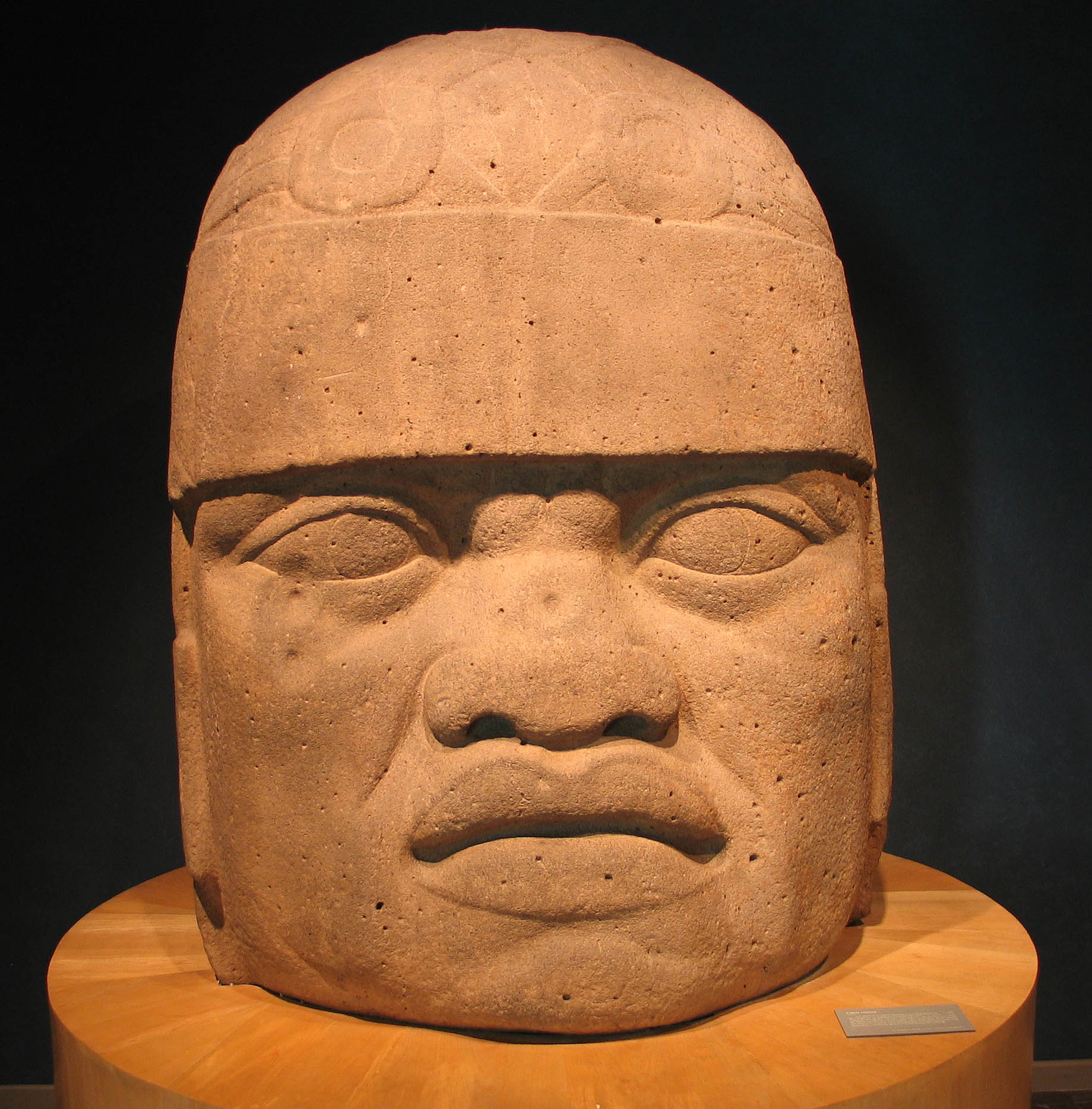
Kolossalkopf 6
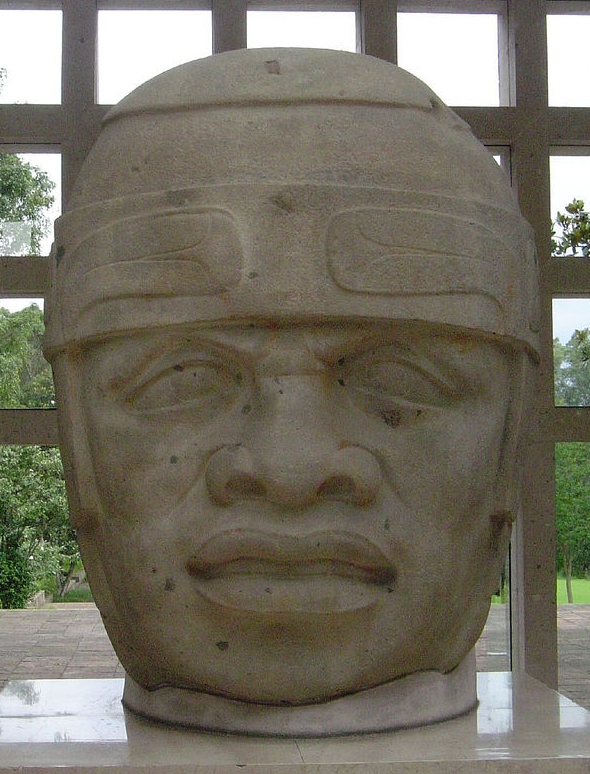
Kolossalkopf 8

### Andere
Ein weiterer, stelenartiger Kopf stammt ebenfalls aus San Lorenzo. Aber auch andere Skulpturen wurden gefunden, unter denen eine sitzende Mensch-Jaguar-Figur mit Kopfputz und Brustschild besonders hervorzuheben ist. Rätselhaft sind die als „Altar“ oder „Thron“ bezeichneten Gebilde, die auf der Schauseite eine menschliche Figur präsentieren. Noch merkwürdiger sind hunderttausende ca. 1,5 cm lange Steinchen aus Ilmenit, in die meist 3 Löcher gebohrt wurden. Welchem Zweck diese Objekte gedient haben mögen, ist völlig unklar.

## Museum
Im Jahr 1995 wurde bei San Lorenzo ein Museum eingeweiht, welches den bisher letzten hier gefundenen Kolossalkopf sowie andere figürliche und nichtfigürliche Fundobjekte zeigt.